# Det newzealandske monarki
Det newzealandske monarki (engelsk: Monarchy of New Zealand) er en statsform, hvor rollen som New Zealands statsoverhoved indehaves af en monark, der i det daglige er repræsenteret ved en generalguvernør, og hvor stillingen som statsoverhovede går i arv inden for den kongelige familie.
Den nuværende monark er Charles 3., der har været konge af New Zealand siden 8. september 2022.

## Generalguvernøren
Det er generalguvernøren, der er monarkens repræsentant i New Zealand.
Generalguvernøren udnævnes af monarken, og han eller hun udøver sin magt efter råd fra premierministeren.

## Liste over New Zealands monarker
| Portræt | Navn                 | Tiltrådte       | Fratrådte          |
| ------- | -------------------- | --------------- | ------------------ |
|         | Victoria (1819-1901) | 21. maj 1840    | 22. januar 1901    |
|         | Edvard VII           | 22. januar 1901 | 26. september 1907 |

| Portræt | Navn                   | Tiltrådte          | Fratrådte         |
| ------- | ---------------------- | ------------------ | ----------------- |
|         | Edvard VII (1841-1910) | 26. september 1907 | 6. maj 1910       |
|         | Georg V                | 6. maj 1910        | 20. januar 1936   |
|         | Edvard VIII            | 20. januar 1936    | 11. december 1936 |
|         | Georg VI               | 11. december 1936  | 6. februar 1952   |
|         | Elizabeth II           | 6. februar 1952    | 8. september 2022 |
|         | Charles III            | 8. september 2022  |                   |